# 穆羅瓦納-戈希利納

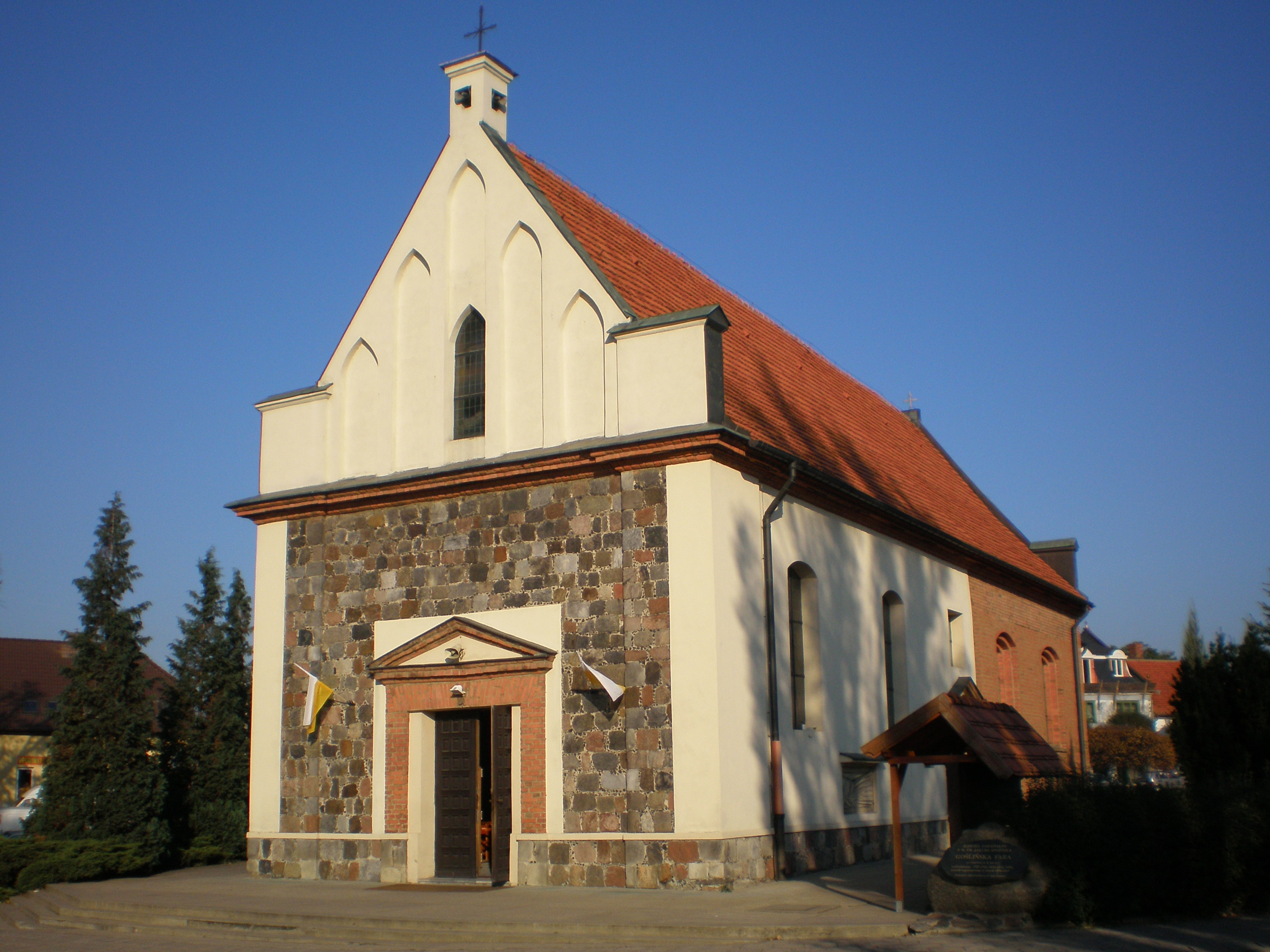

穆羅瓦納-戈希利納（波蘭語：Murowana Goślina，波蘭語發音：[murɔˈvana ɡɔˈɕlʲina]）是波蘭大波蘭省的城鎮，位於該國西部，距離省会波茲南20公里，面積7.18平方公里，2009年人口10,336。在第二次瓜分波蘭中，該鎮在1793被納入普魯士王國管治範圍。

## 友好城市
- 法國 伊沃托

## 外部連結
- Official local authority website （页面存档备份，存于）
- Unofficial website （页面存档备份，存于）
- Website of the Zielone Wzgórza housing cooperative （页面存档备份，存于）
- Map of the gmina （页面存档备份，存于）

52°34′00″N 17°01′00″E / 52.56667°N 17.01667°E